# Scopula hectata
Scopula hectata là một loài bướm đêm trong họ Geometridae.